# Daphnella chrysoleuca
Daphnella chrysoleuca là một loài ốc biển, là động vật thân mềm chân bụng sống ở biển trong họ Conidae.